# ジンジパインK
ジンジパインK(Gingipain K、EC 3.4.22.47)は、酵素である。以下の化学反応を触媒する。
リシル結合に強い基質特異性を持つエンドペプチダーゼである。
この酵素の活性は、グリシンにより、刺激される。